# グイシノール
グイシノール（英：Guisinol）は分子式C23H25ClO5で表される抗菌性デプシドで、真菌であるAspergillus unguisから分離された。